# 奈良
奈良（なら）は、異表記として那羅・平城・寧楽などがある（読みは全て「なら」）。平安京（京都）に都が遷った後は南都（なんと）とも呼ばれた。古くは大倭と呼ばれ、また平城京にも相当した。

## 概要
平城京が置かれていた奈良時代には、シルクロードの終着点として国際色豊かな天平文化が花開いた。そして、大伽藍が建ち並ぶ都として数々の貴重な文化財が創り出された。国宝建造物数は日本最多である。文学の面では古事記、日本書紀、万葉集、風土記など、最古の史書や歌集が編纂された。平安京への遷都以後も南都と称されて、上代日本の宗教・文化の歴史に多大な軸を形成した。現在も年間を通し新旧の行事が行われ、国際観光文化都市として国内海外問わず多くの観光客が訪れている。2010年（平成22年）には平城遷都1300年記念事業が開催された。

## 表記
平安時代以前には多くの異表記があった。出典の一部も添える。
- 乃楽 : 日本書紀
- 乃羅
- 平 : 万葉集、
- 平城 : 万葉集、続日本紀、日本後紀、日本霊異記、平安遺文
- 名良 : 万葉集、
- 奈良 : 万葉集、続日本紀、日本霊異記、正倉院文書、長屋王家木簡、平安遺文
- 奈羅 : 日本書紀、日本霊異記
- 常 : 万葉集
- 那良 : 古事記
- 那楽
- 那羅 : 日本書紀
- 楢 : 万葉集、
- 諾良 : 聖徳太子平氏伝雑勘文
- 諾楽 : 日本霊異記
- 寧
- 寧楽 : 平和の都を意味する。万葉集 - 奈良に上ること、奈良に来ること、帰郷することを意味する「上寧」「来寧」「帰寧」はこの語に由来する
- 儺羅 : 日本書紀

## 語源
奈良の語源を巡っては諸説あるが、比較的知られているものを挙げる。
『日本書紀』による説
武埴安彦命の反乱鎮圧に向かった大彦命らの軍勢が当地にあった丘（平城山丘陵）の草木を踏みならしたという『日本書紀』の記録に由来する。崇神天皇十年九月条には次のようにある。「則ち精兵（ときいくさ）を率（ゐ）て、進みて那羅山に登りて軍（いくさだち）す。時に官軍（みいくさ）屯聚（いは）みて、草木を蹢跙（ふみなら）す。因りて其の山を号（なづ）けて、那羅山と曰ふ。蹢跙、此を布瀰那羅須（ふみならす）と云ふ」。これ自体はよくある地名由来譚であり史実とみる研究者は少ないものの、最古の史料として必ず言及され、また下記の柳田説とも言語学的関連がある。
柳田國男による説
平（なら）した地の意で、緩傾斜地を指すとする。柳田が『地名の研究』において論じているもの。柳田によれば、東国では平（タヒラ）、九州南部ではハエと呼ばれる「山腹の傾斜の比較的緩やかなる」地形は、中国・四国ではナルと呼ばれている。ナラス（動詞）、ナラシ（副詞）、ナルシ（形容詞）はその変化形である。実際にナルと呼ばれる地名は、「平」「阝＋平」「坪」など、「平」を含んだ漢字が当てられており、「文字が語義を証明している」。また、因幡志（1795年）巻14の挿図には「平地」と書いて「ナルヂ」の振仮名があり、この地方では近代まで普通名詞として用いられていたとも柳田は推測している。ナラ、ナロはその異種であり、実際、奈良はかつて「平城」と書かれることもあった。この説は、日本国語大辞典、各種の地名辞典や郷土史本でも取上げられてある。
吉田東伍による説
植物の「ナラ（楢）」に由来する。吉田東伍による。植物のナラは、『万葉集』（7〜8世紀）や『播磨国風土記』（715年）にすでに見られ、特に後者には「楢原（ならはら）と号（なづ）くる所以は、柞（なら）此の村に生へり。故、柞原といふ」という記述が見られる。角川日本地名大辞典はこの説も取り上げるが、楠原他はこの説を退ける。
朝鮮語からの借用語とする説
朝鮮語「나라（ナラ）」（国の意）からの借用語。朝鮮語の影響があるのではないかという指摘は、すでに金沢庄三郎の『寧楽考』に見られる。文献においてナラの語が確認できるのは15世紀においてであり（『竜飛御天歌』（1447年）、『月印釈譜』（1459年）、『法華経諺解』（1463年）など）、これら文献には 「나랗 (narah)」の形で現れ、より古くは *narak という発音であったと考えられる。しかし、ナラ、ナル、ナロという地名が、奈良以外にも多く存在することも説明できないといった否定的意見もある。
ツングース諸語との関連をみる説
ツングース系のいくつかの言語や日本語（さらに、高句麗の言語）では na が「地」などの意味を表すが、「奈良」の語源はこれと関係するのではないかとみる説がある。

## 歴史
- 708年（和銅元年） - 元明天皇が藤原京から平城京への遷都を詔する[注釈 5]。
- 709年（和銅2年） - 平城宮の地を鎮める祭を行う[15]。
- 710年（和銅3年） - 藤原京から平城京へ遷都。
- 724年（神亀元年） - 聖武天皇が即位する。
- 729年（天平元年） - 長屋王の変が起こる。
- 752年（天平勝宝4年） - 東大寺大仏の開眼供養が行われる。東大寺二月堂修二会が始まる。
- 753年（天平勝宝5年） - 唐より鑑真が来日する。
- 764年（天平宝字8年） - 藤原仲麻呂の乱（恵美押勝の乱）の乱。
- 784年（延暦3年） - 平城京から長岡京へ遷都。
- 1136年（保延2年） - 春日若宮おん祭が始まる。
- 1180年（治承4年） - 平重衡が南都を攻め、東大寺・興福寺を焼く（南都焼討）。
- 1533年（天文2年） - 奈良町の高天市、次いで南市開かれる。
- 1559年（永禄2年） - 松永久秀、多聞山城を築き居城とする。
- 1567年（永禄10年） - 東大寺大仏殿の戦いにより大仏の仏頭が焼け落ちる。
- 1613年（慶長18年） - 江戸幕府が奈良奉行を置く。
- 1664年（寛文4年） - 奈良を直轄領とし、南都代官所を設置。
- 1704年（宝永元年） - 奈良町大火、約2000戸を焼く。
- 1706年（宝永3年） - 「風俗文選」（巻2賦類・南都の賦を含む[16]）が刊行される。
- 1868年（明治元年） 奈良奉行を廃止し、興福寺が町政にあたり、大和鎭撫総督府、奈良府が置かれる。
- 1875年（明治8年） - 東大寺大仏殿回廊で第1回奈良博覧会が開催。
- 1876年（明治9年） - 堺県に属する。
- 1880年（明治13年） - 奈良公園開設。
- 1881年（明治14年） - 大阪府に属する。
- 1887年（明治20年） - 奈良県が大阪府から分離され、奈良県に属する。
- 1892年（明治25年） - 奈良〜大阪・湊町間に鉄道開通。
- 1895年（明治28年） - 帝国奈良博物館（現奈良国立博物館）が開館。
- 1898年（明治31年） - 奈良市制施行。
- 1910年（明治43年） - 平城遷都1200年祭開催。
- 1914年（大正3年） - 大阪電気軌道（現近鉄奈良線）大阪上本町〜奈良間開通。
- 1921年（大正10年） - 平城宮跡が史跡に指定。
- 1988年（昭和63年） - 奈良市制90周年。なら・シルクロード博開催。平城宮跡で長屋王邸宅跡出土。
- 1998年（平成10年） - 奈良市制100周年。古都奈良の文化財が世界遺産に登録される。
- 2010年（平成22年） - 平城遷都1300年祭開催。
- 2022年（令和4年） - 大和西大寺駅近くのロータリーで安倍晋三銃撃事件が発生。

## 観光名所
現代における、歴史的な奈良に関連するものを列挙する。
- 平城宮跡 - 世界遺産
  - 奈良文化財研究所平城宮跡資料館
  - 朱雀門
  - 法華寺
  - 海龍王寺 - 五重小塔が国宝。
  - 西大寺
- 奈良公園
  - 若草山
  - 東大寺 - 世界遺産、南都七大寺。
    - 正倉院 - 世界遺産。

  - 興福寺 - 世界遺産、南都七大寺。
    - 猿沢池

  - 奈良国立博物館
  - 春日大社 - 世界遺産。
    - 春日山原始林 - 世界遺産。

  - 奈良ホテル
- 高畑町
  - 奈良市写真美術館
  - 新薬師寺
  - 志賀直哉旧居（高畑サロン）
  - 白毫寺
  - 頭塔
- ならまち
  - 元興寺 - 世界遺産、南都七大寺。
  - 庚申堂
- 奈良きたまち
  - 多聞山城跡 - 松永久秀の城
  - 般若寺 - 楼門が国宝。
  - 不退寺 - 在原業平所縁の寺。
- 西ノ京
  - 薬師寺 - 世界遺産、南都七大寺。
  - 唐招提寺 - 世界遺産、南都七大寺。
- 秋篠
  - 秋篠寺
- その他地域
  - 大安寺 - 南都七大寺 癌封じの笹酒が有名。
  - 帯解寺
  - 金峯山寺
  - 吉野

## 祭り・行事
現代における、歴史的な奈良に関連するものを列挙する。
- 若草山山焼き（1月）
- 大安寺光仁会（1月）
- 東大寺修二会（お水取り）（3月）
- 西大寺大茶盛式（4月）
- 平城遷都祭（4月）
- 薪御能（5月）
- 唐招提寺うちわまき（5月）
- 率川神社三枝祭－ゆり祭－（6月）
- 大安寺竹供養（6月）
- 大文字送り火（8月）
- 春日大社万燈籠 （2月、8月）
- なら燈花会（8月）[17]
- 芝能（9月）
- 采女祭（9月）
- 鹿の角きり（10月）
- 正倉院展
- 春日若宮おん祭（12月）